# Eudontomyzon hellenicus
Espèce
Statut de conservation UICN

 CR B1ab(i,ii,iii,iv,v)+2ab(i,ii,iii,iv,v) : 
En danger critique
Eudontomyzon hellenicus, désormais Caspiomyzon hellenicus est une espèce de lamproies de la famille des Petromyzontidae.

## Répartition
Cette espèce est endémique de Grèce et vit dans les basins des fleuves Louros et Strymon.